# 홍석만
홍석만(1975년 12월 7일 ~ , 제주특별자치도)은 대한민국의 휠체어 단거리 선수로, 소속팀은 제주도청이다. 2008년 8월 11일 베이징 패럴림픽 T53 400m 경주에서 47.67초라는 세계 신기록을 세워 금메달을 땄다.